# 賀際運
賀際運（？—？），字詩樵，河南汲縣人。清朝政治人物，同進士出身。

## 生平
道光二十七年（1847年）丁未科張之萬榜三甲進士。次年三月代理宝山县知县，同年由李蒙泉接任。咸豐八年（1858年）任江蘇青浦縣（今上海市青浦区）知縣。